# Jarau
Jarau é uma série de desenho animado brasileira produzida pela Valu Animation Studios em 2010. A série marcou estréia no dia 13 de outubro de 2014 na TV Brasil. Voltado para o público infanto-juvenil o desenho animado é baseado na lenda gaúcha Salamanca do Jarau. O desenho teve apenas uma temporada com 12 episódios.
O desenho faz uso de animação 3D em CGI misturado com cel shading, embora também utilize animação 2D para alguns personagens, efeitos e animais.

## Enredo
A série mostra a história de cinco jovens: Guiga, Ducho, Rudá, Perruge e Manão. Eles libertam acidentalmente a vilã Taniaguá, uma bruxa das terras mouras que fora aprisionada há centenas de anos pelos deuses guaranis.
Ao soltar Taniaguá, os jovens rompem seu cristal do poder que se divide em pedaços. Essas partes acabam encrustados no peito de cada um deles. Esses cristais concedem poderes espetaculares. A única opção dos heróis é devolver os poderes aos deuses guaranis. Só que para isso eles precisam passar por Taniaguá que é possuidora do poder da salamandra de fogo. Ela deseja as pedras de volta para completar sua vingança a qualquer custo.
A história termina em um cliffhanger, embora não se tenha quaisquer anúncio dos produtores sobre uma continuação.

## Personagens
- Ducho - Um garoto vindo de uma fazenda que junto de Perruge e Rudá foi responsável por despertar acidentalmente Taniaguá na caverna dela após ser manipulado por Solano. Costumava ser praticante de parkour, porém depois do ocorrido no primeiro episódio virou cadeirante. Sua pedra lhe permite ter o poder de controlar os animais principalmente seu cavalo Cigano, porém nos últimos episódios ele se funde ao cavalo virando um centauro.

- Perruge - A única menina da equipe e irmã mais velha de Rudá. Acompanhou Ducho no primeiro episódio e recebeu um fragmento da pedra na caverna. Tende a ser a mais séria e centrada do grupo e possui um amor platônico por Manão. Ela é a que tem maior ligação com os deuses açus, principalmente depois de perder seus pais mais adiante na história. Ela passa a ser alvo maior da Taniaguá nos últimos episódios. O poder de sua pedra lhe permite se teleportar, embora ela não use esse poder com muita frequência.

- Rudá - O irmão mais novo de Perruge. É exibido e brincalhão e tem como hobby praticar números de mágica se autoproclamando como o mágico Rudáne (paródia de Houdini), embora não consiga chamar muita atenção com o que faz. É o único da turma a não ter poderes, porém no final da série é revelado que ele sabe o feitiço final do fogo capaz de invocar Anhanguá e transferir os poderes para Taniaguá.

- Guiga - Um garoto ecológico colega de classe de Ducho. É obcecado por plantas e botânica, além de que sofre bullying do valentão Muke na escola. Assim como os outros ele possui uma pedra, embora não tenha entrado junto com eles na caverna de Taniaguá. A sua pedra lhe permite o poder de esticar os bracos e pernas os transformando em galhos e raízes.

- Manão - Um surfista que se tornou o último membro da equipe. Tem uma personalidade calma e frequentemente falando em gírias, além de ser alvo das afeições de Perruge. Assim como Guiga ele também tem uma pedra no peito, embora não tenha ido junto de Ducho e os outros até a caverna. Os poderes de sua pedra lhe permite respirar debaixo d'água, controlar o mar além de mais na frente desenvolver guelras e barbatanas. Tem amizade com uma sereia.

- Taniaguá - A vilã do desenho. Uma princesa moura que se tornou uma feiticeira maligna com poderes de fogo que no passado foi amaldiçoava por Anhanguá virando uma salamandra e depois aprisionada numa caverna pelos deuses guaranis há 200 anos, até ser libertada por Ducho, Perruge e Rudá. Busca juntamente de seu capanga Solano tomar as pedras dos peitos dos garotos para poder conseguir força suficiente para fazer sua vingança contra os açus, porém frequentemente fracassa.

- Solano - O capanga incompetente de Taniaguá. Foi responsável por manipular Ducho no primeiro episódio fazendo-o ir até a caverna para libertar Taniaguá na ambição de ganhar poder e riqueza. Não é muito inteligente e é frequentemente chamado de sicrano por Taniaguá. Mais adiante é responsável por causar o acidente na fábrica que mata os pais de Perruge e Rudá.